# Najat Al Saghira
Najat Al Saghira właśc. Najat Mohammed Mahmoud Hosny Amin El-Baba (arab. نجاة الصغيرة, ur. 11 sierpnia 1938) – egipska piosenkarka i aktorka. 

## Biografia
Urodziła się w 1938 roku w Kairze. Jej ojciec Mohammad Hosni był znanym syryjskim kaligrafem pochodzenia kurdyjskiego, który osiedlił się w Egipcie. Miała jedenaścioro rodzeństwa z dwóch małżeństw ojca. Jej matka była Egipcjanką.
Dom jej ojca w Kairze był znany w środowisku artystycznym, ponieważ czołowi przedstawiciele kultury z całego świata arabskiego regularnie odwiedzali ten dom w celu nauki i zdobycia znajomości. Jej ojciec, którego twórczość obejmowała produkcję ramek do niemych filmów i okładek książek, był dobrze znany w całej społeczności artystycznej. Wiele jego dzieci także zostało artystami. 
Jako wokalistka zadebiutowała w 1943 roku w wieku 5 lat. Jako aktorka filmowa w 1947 roku. Nagrała ponad 200 piosenek osiągając status gwiazdy w Egipcie i innych krajach arabskich. Uważana za ikonę „złotego wieku” egipskiej muzyki z lat 40., 50. i 60. Wystąpiła też w 13 filmach. Prawie wszystkie filmy z jej udziałem zawierały wykonywane przez nią piosenki. Z aktorstwa wycofała się w 1976 roku, a z twórczości muzycznej w 2002 roku.